# Pomaderris velutina
Pomaderris velutina är en brakvedsväxtart som beskrevs av James Hamlyn Willis. Pomaderris velutina ingår i släktet Pomaderris och familjen brakvedsväxter. Inga underarter finns listade i Catalogue of Life.